# Moana (trilha sonora)
Moana (Original Motion Picture Soundtrack) é a trilha sonora do filme de animação de 2016 da Disney, Moana. A trilha sonora foi lançada pela Walt Disney Records em 18 de novembro de 2016. Possui canções escritas por Lin-Manuel Miranda, Mark Mancina e Opetaia Foa'i, com letras na língua inglesa e na língua toquelauana. A edição deluxe de dois discos inclui a partitura composta por Mark Mancina, bem como demos, outtakes e faixas em instrumentais para karaokê.
O álbum estreou na posição de número 16 e atingiu o pico de número 5 na parada musical Billboard 200. "How Far I'll Go" foi indicada para o Globo de Ouro de melhor canção original.

## História
Para a trilha sonora, a Disney queria combinar a cultura tradicional do Pacífico Sul com sensibilidade do pop e da Broadway, o que levou à contratação do dramaturgo e compositor Lin-Manuel Miranda da Broadway, do compositor Mark Mancina e do cantor samoano Opetaia Foa'i. A primeira música que eles completaram foi "We Know the Way", que Foa'i começou após seu primeiro encontro com a Disney em dezembro de 2013. O trio trabalhou juntos na Nova Zelândia e em Los Angeles.
As canções apresentam o grupo vocal da Nova Zelândia Te Vaka de Foa'i, bem como um coro de Fiji. A trilha sonora contém sete canções originais, duas reprises e duas versões de créditos finais de canções do filme. Mancina compôs a partitura e produziu tanto a partitura quanto as canções. Além de guitarras e cordas, a partitura apresenta vocais e percussão polinésios, sopros feitos de bambu do Pacífico Sul e tambores tradicionais cobertos de couro do Tyka.
De acordo com Miranda, "Shiny" foi inspirada pelo tributo de Flight of the Conchords a David Bowie no Aspen Comedy Festival em 2004, como também ao ouvir as músicas de Bowie em loop pouco depois da morte do cantor em janeiro de 2016.

## Desempenho comercial
"How Far I'll Go" aparece durante o filme sendo interpretada por Auli'i Cravalho no papel da protagonista Moana, enquanto durante os créditos a canção é interpretada por Alessia Cara. Um videoclipe para a versão de Cara foi lançado em 3 de novembro de 2016. A canção alcançou a posição de número 88 na parada musical estadunidense Billboard Hot 100 na semana de 17 de dezembro de 2016. A cantora sul-africana Lira e a cantora filipina Janella Salvador gravaram duas versões em inglês de “How Far I’ll Go”, que são tocadas durante os créditos finais no lançamento sul-africano e filipino do filme, enquanto a cantora da Indonésia Maudy Ayunda e a cantora da Malásia Ayda Jebat regravaram a canção em seus respectivos idiomas.
Lin-Manuel Miranda e Jordan Fisher cantam um dueto em "You're Welcome", que também é executada durante os créditos finais. A versão de Dwayne Johnson aparece durante o filme. A versão de Johnson de "You're Welcome" chegou ao número 83 na Billboard Hot 100 na semana de 17 de dezembro de 2016 e no número 42 na Billboard Digital Song Sales.
A trilha sonora também inclui Jemaine Clement, que faz a voz do caranguejo-dos-coqueiros Tamatoa.

## Prêmios e indicações
"How Far I'll Go" foi indicada na categoria de melhor canção original no Globo de Ouro de 2017.

## Lista de faixas
Todas as músicas compostas por Lin-Manuel Miranda, Opetaia Foa'i e Mark Mancina (faixas 1–14), Mark Mancina (faixas 15–40).
| Disco Um       |                                                       |                                                 |                                                                                      |         |  |
| N.º            | Título                                                | Compositor(es)                                  | Intérprete(s)                                                                        | Duração |  |
| 1.             | "Tulou Tagaloa"                                       | Opetaia Foa'i                                   | Olivia Foa'i                                                                         | 0:51    |  |
| 2.             | "An Innocent Warrior"                                 | Opetaia Foa'i                                   | Vai Mahina, Sulata Foai-Amiatu & Matthew Imeleo                                      | 1:37    |  |
| 3.             | "Where You Are"                                       | Lin-Manuel Miranda, Opetaia Foa'i, Mark Mancina | Christopher Jackson, Rachel House, Nicole Scherzinger, Auli'i Cravalho & Louise Bush | 3:30    |  |
| 4.             | "How Far I'll Go"                                     | Lin-Manuel Miranda                              | Cravalho                                                                             | 2:43    |  |
| 5.             | "We Know the Way"                                     | Lin-Manuel Miranda, Opetaia Foa'i               | Opetaia Foa'i & Lin-Manuel Miranda                                                   | 2:21    |  |
| 6.             | "How Far I'll Go (Reprise)"                           | Lin-Manuel Miranda, Opetaia Foa'i, Mark Mancina | Cravalho                                                                             | 1:27    |  |
| 7.             | "You're Welcome"                                      | Lin-Manuel Miranda                              | Dwayne Johnson                                                                       | 2:43    |  |
| 8.             | "Shiny"                                               | Lin-Manuel Miranda, Mark Mancina                | Jemaine Clement                                                                      | 3:05    |  |
| 9.             | "Logo Te Pate"                                        | Opetaia Foa'i                                   | O. Foa'i, Op. Foa'i & Talaga Steve Sale                                              | 2:10    |  |
| 10.            | "I Am Moana (Song of the Ancestors)"                  | Lin-Manuel Miranda, Opetaia Foa'i, Mark Mancina | House & Cravalho                                                                     | 2:42    |  |
| 11.            | "Know Who You Are"                                    | Lin-Manuel Miranda, Opetaia Foa'i, Mark Mancina | Cravalho, Mahina, O. Foa'i, Op. Foa'i & Imeleo                                       | 1:12    |  |
| 12.            | "We Know the Way (Finale)"                            | Lin-Manuel Miranda, Opetaia Foa'i               | Miranda & Op. Foa'i                                                                  | 1:09    |  |
| 13.            | "How Far I'll Go" (Alessia Cara version)              |                                                 | Alessia Cara                                                                         | 2:55    |  |
| 14.            | "You're Welcome" (participação de Lin-Manuel Miranda) |                                                 | Jordan Fisher (produzida por Illmind)                                                | 2:17    |  |
| 15.            | "Prologue"                                            |                                                 | Mark Mancina                                                                         | 2:25    |  |
| 16.            | "He Was You"                                          |                                                 | Mancina                                                                              | 0:50    |  |
| 17.            | "Village Crazy Lady"                                  |                                                 | Mancina                                                                              | 0:45    |  |
| 18.            | "Cavern"                                              |                                                 | Mancina                                                                              | 2:05    |  |
| 19.            | "The Ocean Chose You"                                 |                                                 | Mancina                                                                              | 1:17    |  |
| 20.            | "The Hook"                                            |                                                 | Mancina                                                                              | 1:09    |  |
| 21.            | "Tala's Deathbed"                                     |                                                 | Mancina                                                                              | 2:00    |  |
| 22.            | "Battle of Wills"                                     |                                                 | Mancina                                                                              | 3:10    |  |
| 23.            | "Kakamora"                                            |                                                 | Mancina                                                                              | 4:33    |  |
| 24.            | "Wayfinding"                                          |                                                 | Mancina                                                                              | 1:52    |  |
| 25.            | "Climbing"                                            |                                                 | Mancina                                                                              | 0:54    |  |
| 26.            | "Tamatoa's Lair"                                      |                                                 | Mancina                                                                              | 2:45    |  |
| 27.            | "Great Escape"                                        |                                                 | Mancina                                                                              | 0:59    |  |
| 28.            | "If I Were the Ocean"                                 |                                                 | Mancina                                                                              | 3:01    |  |
| 29.            | "Te Ka Attacks"                                       |                                                 | Mancina                                                                              | 1:41    |  |
| 30.            | "Maui Leaves"                                         |                                                 | Mancina                                                                              | 2:05    |  |
| 31.            | "Heartache"                                           |                                                 | Mancina                                                                              | 0:39    |  |
| 32.            | "Tala Returns"                                        |                                                 | Mancina                                                                              | 1:01    |  |
| 33.            | "Sails to Te Fiti"                                    |                                                 | Mancina                                                                              | 5:46    |  |
| 34.            | "Shiny Heart"                                         |                                                 | Mancina                                                                              | 0:36    |  |
| 35.            | "Te Fiti Restored"                                    |                                                 | Mancina                                                                              | 1:03    |  |
| 36.            | "Hand of a God"                                       |                                                 | Mancina                                                                              | 0:30    |  |
| 37.            | "Voyager Tagaloa"                                     |                                                 | Mancina                                                                              | 0:57    |  |
| 38.            | "Toe Feiloa'i"                                        |                                                 | Mancina                                                                              | 1:25    |  |
| 39.            | "Navigating Home"                                     |                                                 | Mancina                                                                              | 0:47    |  |
| 40.            | "The Return to Voyaging"                              |                                                 | Mancina                                                                              | 1:01    |  |
| Duração total: | Duração total:                                        | Duração total:                                  | Duração total:                                                                       | 1:15:48 |  |

Todas as músicas compostas por Lin-Manuel Miranda, Opetaia Foa'i e Mark Mancina (faixas 1–7, 18 e 19), Mark Mancina (faixas 8–17).
| Disco Dois     |                                       |                    |         |  |
| N.º            | Título                                | Intérprete(s)      | Duração |  |
| 1.             | "Unstoppable" (outtake)               | Lin-Manuel Miranda | 3:59    |  |
| 2.             | "More" (outtake)                      | Marcy Harriell     | 3:16    |  |
| 3.             | "More (Reprise)" (outtake)            | Harriell           | 2:38    |  |
| 4.             | "Warrior Face" (outtake)              | Miranda            | 2:16    |  |
| 5.             | "Where You Are" (demo)                | Miranda            | 3:01    |  |
| 6.             | "You're Welcome" (demo)               | Miranda            | 2:37    |  |
| 7.             | "Shiny" (demo)                        | Miranda            | 3:04    |  |
| 8.             | "Prologue" (score demo)               | Mark Mancina       | 2:26    |  |
| 9.             | "Village Crazy Lady" (score demo)     | Mancina            | 0:45    |  |
| 10.            | "Cavern" (score demo)                 | Mancina            | 2:05    |  |
| 11.            | "Kakamora" (score demo)               | Mancina            | 3:58    |  |
| 12.            | "It's Called Wayfinding" (score demo) | Mancina            | 0:53    |  |
| 13.            | "Maui Leaves" (score demo)            | Mancina            | 2:04    |  |
| 14.            | "Sails to Te Fiti" (score demo)       | Mancina            | 1:37    |  |
| 15.            | "Maui Battles" (score demo)           | Mancina            | 1:57    |  |
| 16.            | "Sea Monsters" (score demo)           | Mancina            | 0:45    |  |
| 17.            | "Tala Returns" (score demo)           | Mancina            | 1:15    |  |
| 18.            | "How Far I'll Go" (instrumental)      | Moana Karaoke      | 2:44    |  |
| 19.            | "You're Welcome" (instrumental)       | Moana Karaoke      | 2:44    |  |
| Duração total: | Duração total:                        | Duração total:     | 44:04   |  |

## Edição brasileira
Moana: Um Mar de Aventuras (Trilha Sonora Original em Português) é a versão brasileira da trilha sonora de Moana. Foi lançada no formato de download digital e consequentemente em streaming em 9 de dezembro de 2016 pela Walt Disney Records. Foi lançada no formato de CD em 27 de dezembro de 2016.
| Lista de faixas |                                                       |                                                 |                                                                     |         |  |
| N.º             | Título                                                | Compositor(es)                                  | Intérprete(s)                                                       | Duração |  |
| 1.              | "Tulou Tagaloa"                                       | Opetaia Foa'i                                   | Olivia Foa'i                                                        | 0:51    |  |
| 2.              | "An Innocent Warrior"                                 | Opetaia Foa'i                                   | Vai Mahina, Sulata Foai-Amiatu & Matthew Imeleo                     | 1:37    |  |
| 3.              | "Seu Lugar"                                           | Lin-Manuel Miranda, Opetaia Foa'i, Mark Mancina | Saulo Javan, Mariana Elisabetsky, Rejani Humphreys & Any Gabrielly  | 3:30    |  |
| 4.              | "Saber Quem Sou"                                      | Lin-Manuel Miranda                              | Gabrielly                                                           | 2:43    |  |
| 5.              | "Pra Ir Além"                                         | Lin-Manuel Miranda, Opetaia Foa'i               | Opetaia Foa'i & Fernando Mendonça                                   | 2:21    |  |
| 6.              | "Saber Quem Sou, Segunda Parte (Bis)"                 | Lin-Manuel Miranda, Opetaia Foa'i, Mark Mancina | Gabrielly                                                           | 1:27    |  |
| 7.              | "De nada"                                             | Lin-Manuel Miranda                              | Saulo Vasconcelos                                                   | 2:43    |  |
| 8.              | "Brilhe"                                              | Lin-Manuel Miranda, Mark Mancina                | Roberto Garcia                                                      | 3:05    |  |
| 9.              | "Logo Te Pate"                                        | Opetaia Foa'i                                   | O. Foa'i, Op. Foa'i & Talaga Steve Sale                             | 2:10    |  |
| 10.             | "Canção Ancestral"                                    | Lin-Manuel Miranda, Opetaia Foa'i, Mark Mancina | Humphreys & Gabrielly                                               | 2:42    |  |
| 11.             | "Teu Nome eu Sei"                                     | Lin-Manuel Miranda, Opetaia Foa'i, Mark Mancina | Gabrielly, Vai Mahina, Olivia Foa'i, Opetaia Foa'i & Matthew Ineleo | 1:12    |  |
| 12.             | "Para Ir Além (Final)"                                | Lin-Manuel Miranda, Opetaia Foa'i               | Mendonça & Opetaia Foa'i                                            | 1:09    |  |
| 13.             | "How Far I'll Go" (Alessia Cara version)              |                                                 | Alessia Cara                                                        | 2:55    |  |
| 14.             | "You're Welcome" (participação de Lin-Manuel Miranda) |                                                 | Jordan Fisher (produzida por Illmind)                               | 2:17    |  |
| 15.             | "Prologue"                                            |                                                 | Mark Mancina                                                        | 2:25    |  |
| 16.             | "He Was You"                                          |                                                 | Mancina                                                             | 0:50    |  |
| 17.             | "Village Crazy Lady"                                  |                                                 | Mancina                                                             | 0:45    |  |
| 18.             | "Cavern"                                              |                                                 | Mancina                                                             | 2:05    |  |
| 19.             | "The Ocean Chose You"                                 |                                                 | Mancina                                                             | 1:17    |  |
| 20.             | "The Hook"                                            |                                                 | Mancina                                                             | 1:09    |  |
| 21.             | "Tala's Deathbed"                                     |                                                 | Mancina                                                             | 2:00    |  |
| 22.             | "Battle of Wills"                                     |                                                 | Mancina                                                             | 3:10    |  |
| 23.             | "Kakamora"                                            |                                                 | Mancina                                                             | 4:33    |  |
| 24.             | "Wayfinding"                                          |                                                 | Mancina                                                             | 1:52    |  |
| 25.             | "Climbing"                                            |                                                 | Mancina                                                             | 0:54    |  |
| 26.             | "Tamatoa's Lair"                                      |                                                 | Mancina                                                             | 2:45    |  |
| 27.             | "Great Escape"                                        |                                                 | Mancina                                                             | 0:59    |  |
| 28.             | "If I Were the Ocean"                                 |                                                 | Mancina                                                             | 3:01    |  |
| 29.             | "Te Ka Attacks"                                       |                                                 | Mancina                                                             | 1:41    |  |
| 30.             | "Maui Leaves"                                         |                                                 | Mancina                                                             | 2:05    |  |
| 31.             | "Heartache"                                           |                                                 | Mancina                                                             | 0:39    |  |
| 32.             | "Tala Returns"                                        |                                                 | Mancina                                                             | 1:01    |  |
| 33.             | "Sails to Te Fiti"                                    |                                                 | Mancina                                                             | 5:46    |  |
| 34.             | "Shiny Heart"                                         |                                                 | Mancina                                                             | 0:36    |  |
| 35.             | "Te Fiti Restored"                                    |                                                 | Mancina                                                             | 1:03    |  |
| 36.             | "Hand of a God"                                       |                                                 | Mancina                                                             | 0:30    |  |
| 37.             | "Voyager Tagaloa"                                     |                                                 | Mancina                                                             | 0:57    |  |
| 38.             | "Toe Feiloa'i"                                        |                                                 | Mancina                                                             | 1:25    |  |
| 39.             | "Navigating Home"                                     |                                                 | Mancina                                                             | 0:47    |  |
| 40.             | "The Return to Voyaging"                              |                                                 | Mancina                                                             | 1:01    |  |
| Duração total:  | Duração total:                                        | Duração total:                                  | Duração total:                                                      | 1:15:48 |  |

### Coro
Créditos retirados do encarte do álbum "Moana: Um Mar de Aventuras (Trilha Sonora Original do Filme)".
- Adriano Disidney
- Clara Ferreira
- Daiane Lopes
- Filipe Lopes
- Fred Silveira
- Gabriella Nogueira
- Julio Cesar (Dui)
- Márcia Fernandes
- Ricardo Fabio
- Rose Lopes
- Toninho Neto
- Tânia Viana

## Edição portuguesa
Vaiana (Banda Sonora Original em Português) é a versão portuguesa da banda sonora de Moana. Foi lançada no formato de download digital e em CD pela Walt Disney Records em 18 de novembro de 2016. Também foi lançado uma edição deluxe da banda sonora. A versão portuguesa contém uma versão de "De Nada" interpretada pela banda portuguesa ÁTOA.
| Lista de faixas |                                                       |                                                 |                                                                                              |         |  |
| N.º             | Título                                                | Compositor(es)                                  | Intérprete(s)                                                                                | Duração |  |
| 1.              | "Tulou Tagaloa"                                       | Opetaia Foa'i                                   | Olivia Foa'i                                                                                 | 0:51    |  |
| 2.              | "An Innocent Warrior"                                 | Opetaia Foa'i                                   | Vai Mahina, Sulata Foai-Amiatu & Matthew Imeleo                                              | 1:37    |  |
| 3.              | "Onde Estás"                                          | Lin-Manuel Miranda, Opetaia Foa'i, Mark Mancina | Ricardo Monteiro, Raquel Ferreira, Sara Madeira, Helena Montez, Inês Gonçalves & Jade Achiam | 3:30    |  |
| 4.              | "Onde Irei Ter"                                       | Lin-Manuel Miranda                              | Madeira                                                                                      | 2:43    |  |
| 5.              | "Encontrar Um Lar"                                    | Lin-Manuel Miranda, Opetaia Foa'i               | Paulo Ramos, Diogo Pinto & Opetaia Foa'i                                                     | 2:21    |  |
| 6.              | "Onde Irei Ter (Reprise)"                             | Lin-Manuel Miranda, Opetaia Foa'i, Mark Mancina | Madeira                                                                                      | 1:27    |  |
| 7.              | "De Nada"                                             | Lin-Manuel Miranda                              | Pedro Bargado                                                                                | 2:43    |  |
| 8.              | "Brilho"                                              | Lin-Manuel Miranda, Mark Mancina                | Paulo Ramos                                                                                  | 3:05    |  |
| 9.              | "Logo Te Pate"                                        | Opetaia Foa'i                                   | O. Foa'i, Op. Foa'i & Talaga Steve Sale                                                      | 2:10    |  |
| 10.             | "Sou a Vaiana (Canção dos Ancestrais)"                | Lin-Manuel Miranda, Opetaia Foa'i, Mark Mancina | Madeira & Montez                                                                             | 2:42    |  |
| 11.             | "Quem Tu És"                                          | Lin-Manuel Miranda, Opetaia Foa'i, Mark Mancina | Madeira, Vai Mahina, Olivia Foa'i, Opetaia Foa'i & Matthew Ineleo                            | 1:12    |  |
| 12.             | "Encontrar Um Lar (Final)"                            | Lin-Manuel Miranda, Opetaia Foa'i               | Ramos, Pinto & Opetaia Foa'i                                                                 | 1:09    |  |
| 13.             | "How Far I'll Go" (Alessia Cara version)              |                                                 | Alessia Cara                                                                                 | 2:55    |  |
| 14.             | "You're Welcome" (participação de Lin-Manuel Miranda) |                                                 | Jordan Fisher (produzida por Illmind)                                                        | 2:17    |  |
| 15.             | "De Nada" (Versão ÁTOA)                               |                                                 | ÁTOA                                                                                         | 2:17    |  |
| 16.             | "Prologue"                                            |                                                 | Mark Mancina                                                                                 | 2:25    |  |
| 17.             | "He Was You"                                          |                                                 | Mancina                                                                                      | 0:50    |  |
| 18.             | "Village Crazy Lady"                                  |                                                 | Mancina                                                                                      | 0:45    |  |
| 19.             | "Cavern"                                              |                                                 | Mancina                                                                                      | 2:05    |  |
| 20.             | "The Ocean Chose You"                                 |                                                 | Mancina                                                                                      | 1:17    |  |
| 21.             | "The Hook"                                            |                                                 | Mancina                                                                                      | 1:09    |  |
| 22.             | "Tala's Deathbed"                                     |                                                 | Mancina                                                                                      | 2:00    |  |
| 23.             | "Battle of Wills"                                     |                                                 | Mancina                                                                                      | 3:10    |  |
| 24.             | "Kakamora"                                            |                                                 | Mancina                                                                                      | 4:33    |  |
| 25.             | "Wayfinding"                                          |                                                 | Mancina                                                                                      | 1:52    |  |
| 26.             | "Climbing"                                            |                                                 | Mancina                                                                                      | 0:54    |  |
| 27.             | "Tamatoa's Lair"                                      |                                                 | Mancina                                                                                      | 2:45    |  |
| 28.             | "Great Escape"                                        |                                                 | Mancina                                                                                      | 0:59    |  |
| 29.             | "If I Were the Ocean"                                 |                                                 | Mancina                                                                                      | 3:01    |  |
| 30.             | "Te Ka Attacks"                                       |                                                 | Mancina                                                                                      | 1:41    |  |
| 31.             | "Maui Leaves"                                         |                                                 | Mancina                                                                                      | 2:05    |  |
| 32.             | "Heartache"                                           |                                                 | Mancina                                                                                      | 0:39    |  |
| 33.             | "Tala Returns"                                        |                                                 | Mancina                                                                                      | 1:01    |  |
| 34.             | "Sails to Te Fiti"                                    |                                                 | Mancina                                                                                      | 5:46    |  |
| 35.             | "Shiny Heart"                                         |                                                 | Mancina                                                                                      | 0:36    |  |
| 36.             | "Te Fiti Restored"                                    |                                                 | Mancina                                                                                      | 1:03    |  |
| 37.             | "Hand of a God"                                       |                                                 | Mancina                                                                                      | 0:30    |  |
| 38.             | "Voyager Tagaloa"                                     |                                                 | Mancina                                                                                      | 0:57    |  |
| 39.             | "Toe Feiloa'i"                                        |                                                 | Mancina                                                                                      | 1:25    |  |
| 40.             | "Navigating Home"                                     |                                                 | Mancina                                                                                      | 0:47    |  |
| 41.             | "The Return to Voyaging"                              |                                                 | Mancina                                                                                      | 1:01    |  |

## Desempenho nas tabelas musicais

### Tabelas semanais
| Paradas musicais (2016–2017)                 | Título | Melhor posição |
| -------------------------------------------- | ------ | -------------- |
| Alemanha Offizielle Top 100                  | Vaiana | 11             |
| Austrália (ARIA)                             | Moana  | 2              |
| Áustria Ö3 Austria Top 40                    | Vaiana | 8              |
| Bélgica Ultratop de Flandres                 | Vaiana | 49             |
| Bélgica Ultratop de Valônia                  | Vaiana | 48             |
| Canadá (Billboard)                           | Moana  | 4              |
| Dinamarca (Hitlisten)                        | Vaiana | 12             |
| Escócia Albums Chart Top 100 (OCC)           | Moana  | 5              |
| Espanha PROMUSICAE                           | Vaiana | 61             |
| Estados Unidos Billboard 200                 | Moana  | 2              |
| Estados Unidos Soundtrack Albums (Billboard) | Moana  | 1              |
| Estados Unidos Kid Albums (Billboard)        | Moana  | 1              |
| França (SNEP)                                | Vaiana | 20             |
| Irlanda (IRMA)                               | Moana  | 9              |
| Noruega (RMNZ)                               | Vaiana | 5              |
| Nova Zelândia (VG-lista) (RMNZ)              | Moana  | 1              |
| Países Baixos (MegaCharts)                   | Vaiana | 50             |
| Polónia (ZPAV)                               | Vaiana | 39             |
| Reino Unido Albums (OCC)                     | Moana  | 7              |
| Reino Unido Soundtrack Albums (OCC)          | Moana  | 1              |
| Suíça Swiss Hitparade                        | Vaiana | 18             |
| Tailândia (Five Music)                       | Moana  | 12             |

### Faixas
| "How Far I'll Go"                                                                       | Auli'i Cravalho                                                                      | 41     | 49 | 58 | 51[A] | 94 | - BPI: Prata                             |
| "How Far I'll Go"                                                                       | Alessia Cara                                                                         | 56     | 15 | 46 | 3     | 49 | - RIAA: Platina - BPI: Prata - PMB: Ouro |
| "You're Welcome"                                                                        | Dwayne Johnson                                                                       | 65     | 77 | 85 | 53[B] | —  | - RIAA: Platina - BPI: Prata             |
| "We Know the Way"                                                                       | Opetaia Foa'i & Lin-Manuel Miranda                                                   | 93     | —  | —  | 52[C] | —  | - RIAA: Ouro                             |
| "Shiny"                                                                                 | Jemaine Clement                                                                      | 106[D] | —  | —  | 55[E] | —  | - RIAA: Ouro - PMB: Ouro                 |
| "Where You Are"                                                                         | Christopher Jackson, Rachel House, Nicole Scherzinger, Auli'i Cravalho & Louise Bush | —      | —  | —  | 56[F] | —  | - RIAA: Ouro                             |
| "I Am Moana (Song of the Ancestors)"                                                    | Rachel House & Auli'i Cravalho                                                       | —      | —  | —  | 58[G] | —  |                                          |
| "—" denota singles que não entraram nas paradas musicais ou não foram lançados no país. |                                                                                      |        |    |    |       |    |                                          |

## Certificações
| País                  | Certificação | Vendas/Cópias |
| --------------------- | ------------ | ------------- |
| Austrália (ARIA)      | Ouro         | 35.000        |
| Brasil (PMB)          |              | 64.000        |
| Canadá (Music Canada) | Platina      | 80.000        |
| Estados Unidos (RIAA) | 2× Platina   | 2.000.000     |
| França (SNEP)         | Ouro         | 50.000        |
| México (AMPROFON)     | Ouro         | 30.000        |
| Nova Zelândia (RMNZ)  | Ouro         | 7.500         |
| Polónia (ZPAV)        | Ouro         | 10.000        |
| Reino Unido (BPI)     | Ouro         | 100.000       |